# Аллингем, Седрик
Седрик Аллингем (предположительно 22 июля 1922 — ?) — британский контактёр 1950-х, опубликовавший в 1954 году книгу «Flying Saucer from Mars», где описал события своей встречи с пилотом марсианского космического корабля. Позднее возникло предположение, что были сфабрикованы не только события встречи, но и сам Аллингем никогда не существовал, а был всего лишь мистификацией, придуманной британским астрономом Патриком Муром и его другом Питером Дэвисом.

## Биография
В книге Аллингема утверждается, что он появился на свет в 1922 в Бомбее и учился в Англии и Южной Африке. Его отправили на Средний Восток в составе ремонтного корпуса армии (Royal Army Ordnance Corps) где он занимался астрономией на любительском уровне, впоследствии он путешествовал по Британии, предаваясь своим хобби: наблюдению за птицами и проводя выходные путешествуя в трейлере. На жизнь он зарабатывал написанием триллеров.
Аллингем рассказывал, что 18 февраля 1954 года, когда он проводил выходные близ Лоссимута, он увидел летающую тарелку и вступил в разговор с её пилотом, используя язык жестов и телепатию. Инопланетянин заявил, что прибыл с Марса и что он также посетил Венеру и Луну. В качестве доказательства Аллингем предъявил фотографии со смазанным изображением летающей тарелки и одного из её пассажиров, изображённого сзади. Он также заявил, что некий рыбак по имени Джеймс Дункан наблюдал за встречей с близлежащего холма и привёл в книге подписанное им свидетельство.
Книга Аллингема вышла после заявлений Джорджа Адамски и привлекла широкое внимание прессы и общества. Журнал «Тайм» в начале 1955 года уделил Аллингему заметку. Отметив, что фотография марсианина, сделанная Аллингемом, очень похожа «на хуторянина, хлопающего подтяжками» автор заметки добавил:

Нетерпеливые английские астронавты, преданные сторонники Британского межпланетного общества высмеивают присвоение книге «научного» уровня. Они с вежливостью предполагают, что автор Аллингем обладает чрезвычайно восприимчивым воображением или что кто-то искусно ввёл его в заблуждение. Но Аллингема, в настоящее время проходящего лечение по поводу своих лёгких в швейцарском санатории, мало волнуют критики, указывающие на то, что изображения летающих тарелок в прошлом подделывались при помощи абажуров, крышек мусорных контейнеров и тарелочек-мишеней для стрельбы, выпущенных в воздух. Такие книги явно отвечают глубокому и острому желанию чуда.
Оригинальный текст (англ.)
England's eagerest astronauts, the slide-rule devotees of the British Interplanetary Society, hoot at the book's "scientific" label. Politely, they suggest that Author Allingham has a highly susceptible imagination or that somebody has elaborately hoaxed him. But Allingham, now undergoing lung treatment at a Swiss sanatorium, cares little if critics point out that saucer pictures have been faked in the past with lampshades, garbage-can covers and trapshooting targets tossed in the air. Such books as his apparently answer a deep and widespread yearning for marvels.— TIME, Meeting on the Moor, 14 February 1955

## Споры о достоверности
Члены популярных в то время клубов уфологии пытались взять интервью у Аллингема, но он и Джеймс Дункан оказались неуловимыми. Аллингем заявлял, что прочитал лекцию группе уфологов в городе Танбридж (Англия), на котором лорд Доудинг (бывший главный маршал авиации королевских ВВС в годы Второй мировой войны и большой сторонник версии существования НЛО) заявил присутствующим: «Здесь присутствует мистер Седрик Аллингем, …который прочитает нашему местному клубу уфологии лекцию, и все мы весьма впечатлены тем, что он правдиво рассказал о своих приключениях, хотя мы полагаем, что он мог ошибиться в некоторых выводах, которые высказал».
Писатель Роберт Чапман предпринял несколько попыток напасть на след Дункана и встретиться с Аллингемом через его издателей, которые сначала заявляли, что Аллингем находится на лечении в Швейцарии и что «он там и умер». Чапман смог подтвердить только то, что Аллингем дал вышеупомянутую лекцию в Сассексе и что знаменитый астроном, телеведущий и критик уфологии Патрик Мур заявлял, что встретил его там. Чапману не удалось найти ни Дункана, ни Аллингема, поэтому он предположил, что имеет дело с искусным видом мистификации, и с сожалением заключил, что «если нет Джеймса Дункана и [следовательно] нет визитёров с Марса, возможно также, что не существует никакого Седрика Аллингема».
В 1986 году появились разоблачения данной истории. Это были исследования Кристофера Аллана и Стюарта Кэмпбелла, когда они, исследовав журнал «Magonia» установили, что стиль книги Аллингема сильно похож на изложение работ знаменитого астронома Патрика Мура. С помощью издателя книги Аллингема они вышли на друга Мура по имени Питер Дэвис, который признал, что сам написал эту книгу вместе с другим автором, имя которого он отказался назвать. Дэвис также заявил, что читал лекцию в клубе НЛО, выдавая себя за Аллингема, надев при этом фальшивые усы. Мур признал, что на эту встречу его пригласил в качестве гостя лорд Доудинг. Этот факт и другие обстоятельства привели Аллана и Кэмпбелла к выводу, что Мур — главный организатор этой мистификации с целью продемонстрировать легковерие и несерьёзность британских уфологов.
Мур немедля выступил с опровержением того, что он причастен к появлению книги Аллингема, и угрожал подать в суд на тех, кто утверждает другое. Однако он так и не осуществил своих угроз. Мур умер в 2012 году, так и не внеся ясности в данную историю.